# 加菲尔德·麦克唐纳
加菲尔德·麦克唐纳（英語：Garfield MacDonald，1881年8月8日—1951年11月6日），加拿大男子田径运动员。他曾代表加拿大参加1908年夏季奥林匹克运动会田径比赛，获得男子三级跳远银牌。他于1951年在美国新泽西州去世。